# Svobodné povolání
Jako svobodné povolání je označováno podnikání fyzické osoby, pokud podniká na základě jiného než živnostenského zákona. Nejčastěji to bývají osoby, které mají příjmy na základě autorského zákona nebo zvláštních předpisů.

## Charakter svobodného povolání
Svobodné povolání je terminus technicus pro takové profese, jejichž výkon vyžaduje vysoké vzdělání obvykle získanou univerzitním studiem a dotvořené praxí pod dohledem zkušenějších kolegů. Jejich podstatným rysem je značný dopad do zájmů jednotlivců a především veřejně chráněných zájmů. Nesprávný výkon těchto povolání by mohl vést k závažným a někdy i nevratným důsledkům. V praxi je společenským konsensem ustáleno, že ověření těchto kompetencí (a erudice) je natolik náročné, že je nemůže vykonat stát sám, a proto delegoval svou část své suverenity na samosprávná profesní sdružení (komory) a pověřil je realizací těchto úkonů. Ty pak vykonávají samy nebo v součinnosti se státem. Plná připravenost vykonávat tato povolání je přísně přezkušována při atestacích, justičních, advokátních nebo autorizačních zkouškách.

## Výkon svobodného povolání
Tato povolání mohou vykonávat pouze fyzické osoby, a to přímo. Pokud chtějí vykonávat tato povolání formou právnických osob (což původně nebylo možné), pak pouze za stanovených podmínek, kdy řídící je vždy původní výkon fyzické osoby (např. výkon advokacie ve formě obchodní společnosti). Zákony upravující tato povolání pak jsou ve věcech, jež se jich týkají, vždy upřednostněny a působí jako lex specialis vůči ostatním zákonům upravujícím podnikání (např. živnostenský zákon).

## Komory
Pro výkon většiny povolání, která jsou pojímána jako svobodná, jsou zákonem a na základě ústavního zmocnění (čl. 26 odst. 2 Listiny základních práv a svobod) zřízeny komory, jež jsou veřejnoprávními korporacemi, podobně jako obce.
Další podrobnosti viz článek Profesní sdružení.

## Seznam svobodných povolání
- advokát
- architekt
- auditor
- autorizovaný inspektor – například podle § 143 stavebního zákona 183/2006 Sb.[2]
- daňový poradce
- lékárník
- lékař
- likvidátor
- notář
- odhadce
- překladatel
- restaurátor
- soudní exekutor
- soudní znalec
- správce konkurzní podstaty
- stomatolog
- svobodný inženýr
- tlumočník
- úředně oprávněný zeměměřický inženýr – viz zeměměřič
- veterinární lékař
- umělec / herec, hudebník, malíř, tanečník, performer etc. / (vytváření uměleckých děl)
- režisér (vytváření uměleckých děl)

## Legislativa
Zákony upravující svobodná povolání:
- Zákon č. 360/1992 Sb., o výkonu povolání autorizovaných architektů a autorizovaných inženýrů a techniků činných ve výstavbě
- Zákon č. 85/1996 Sb., o advokacii (dříve č. 209/1990 Sb.)
- Zákon č. 220/1991 Sb., o České lékařské komoře, České stomatologické komoře a České lékárnické komoře
- Zákon č. 220/2000 Sb., o auditorech
- Zákon č. 36/1967 Sb., o znalcích a tlumočnících